# Queensland Open (golf)
Het Queensland Open (QLD Open) is een golftoernooi in Queensland, Australië. Het toernooi maakte van 2004-2007 deel uit van de Von Nida Tour.
De eerste editie was in 1925 op de Brisbane Golf Club en werd gewonnen door Harry R Sinclair, die dat jaar ook het Australisch Amateur, het Queensland Amateur en het NSW Amateur (matchplay) op de Eose Bay links won. Hij was lid van de Moore Park Golf Club en was in 1924 professional geworden. Moore Park was een openbare baan waar eenvoudige jongens als Joseph Kirkwood en Harry Sinclair op terechtkonden. De meeste andere clubs in Sydney waren toen besloten. Sinclair vestigde een nieuw baanrecord van 68 iop de Brisbane GC.
In 1929 stonden Dick Carr en Arthis Gazzard na ronde 3 gelijk op 208 en na rond 4 weer gelijk op 298. Besloten werd dat ze de volgende dag een play-off van 36 holes moesten spelen. Deze werd door Gazzard gewonnen.
In 2002 werd het toernooi op de Ipswich Golf Club gespeeld. Peter Senior ging aan de leiding na ronde 1. Wayne Grady ging later aan de leiding met een score van 67, gelijk aan het baanrecord.
 
In 2003 kreeg het toernooi een financiële injectie van de QLD Group, waarna het toernooi in 2004 werd opgenomen in de Von Nida Tour (Australische Challenge Tour) en het toernooi bleef die jaren op Ipswich. Amateur Andrew Sousaari  maakte een hole-in-one op hole 2.
In 2004 maakte Danny Vera tijdens ronde 2 een hole-in-one op hole 8. Er was te veel regen zodat ronde 4 werd geannuleerd.  Winnaar was Steve Bowditch.

In 2005 werd Roadcon Group de nieuwe hoofdsponsor. Het toernooi werd weer op de Ipswich Golf Club gespeeld, waar Roadcon elf nieuwe holes aanlegde.
In 2006 werd de 70ste editie van het toernooi door Norman Von Nida en Brad McIntosh geopend. McIntosh was een week later de eerste speler die in een officieel toernooi een score van 59 binnenbracht. Chris Sarquis maakte een hole-in-one op hole 2. Schmidt won met een birdie de play-off van Brad Kennedy en Tristan Lambert.

In 2007 werden City Pacific en Mirvac samen de titelsponsor.  Winnaar was Ryan Haller, die een slotronde van 63 maakte. Voor 2008 werden niet genoeg sponsors gevonden.
In 2013 stond het toernooi op de agenda van de PGA Tour of Australasia. De nieuwe sponsor heeft een contract voor drie jaar gesloten.

## Winnaars
| Queensland Open - 1925: Harry Sinclair - 1926: S Carr - 1927: Tom Howard - 1928: Ivo Whitton - 1929: Arthur Gazzard - 1930: Frank Eyre - 1931: Harry Sinclair - 1932: Charlie Brown - 1933: J Radcliffe - 1934: Jim Ferrier - 1935: Norman Von Nida - 1936: Norman Von Nida - 1937: Norman Von Nida - 1938: Jim Ferrier - 1939: Jim Ferrier - 1940: Norman Von Nida - 1941-1945: niet gespeeld - 1946: Eric Cremin - 1947: niet gespeeld - 1948: Eric Cremin - 1949: Norman Von Nida - 1950: Eric Cremin | - 1951: Ossie Pickworth - 1952: Ossie Pickworth - 1953: Norman Von Nida - 1954: R Want - 1955: niet gespeeld - 1956: Eric Cremin - 1957: Eric Cremin - 1958: J Brown - 1959: Kel Nagle - 1960: Alan Murray - 1961: Norman Von Nida - 1962: Ted Ball - 1963: Bruce Devlin - 1964: Kel Nagle - 1965-1966: niet gespeeld - 1967: S Mackay - 1968: Peter Harvey - 1969: Timothy Woolbank - 1970: T Kendall - 1971: Victor Bennetts - 1972: Bill Dunk - 1973: Bill Dunk - 1974: Bill Dunk | - 1975: Ian Stanley - 1976: John Dyer - 1977: H Underwood - 1978: B Risch - 1979: Jeff Senior - 1980: Bill Dunk - 1981: Garry Doolan - 1982: Graham Marsh - 1983: Greg Norman - 1984: Peter Senior - 1985: David Graham Stefan Queensland Open - 1986: Greg Norman - 1987: David Graham - 1988: niet gespeeld - 1989: Brett Ogle - 1990: Ian Baker-Finch - 1991: Stuart Appleby - 1992: Jeff Senior - 1993: Terry Price - 1994: Lucas Parsons - 1995: Terry Price - 1996: Steven Alker | - 1997: niet gespeeld - 1998: John Riley - 1999: Shane Tait - 2000: niet gespeeld - 2001: Shane Tait - 2002: Andrew Buckle QLD Group Queensland Open - 2003: Scott Hend - 2004: Steve Bowditch Roadcon Group Queensland Open - 2005: Brad McIntosh - 2006: Ricky Schmidt City Pacific–Mirvac Queensland Open - 2007: Ryan Haller (-20) - 2008-2012: niet gespeeld Isuzu Queenslansd Open - 2013: Nick Cullen - 2014: - 2015: |

 Victorian PGA Championship ·
 Queensland PGA Championship ·
 Victorian Open ·
 New Zealand Open ·
 Fiji International ·
 Queensland Open ·
 South Pacific Open Championship ·
 Western Australian Open ·
 Perth International ·
 Western Australia PGA Championship ·
 New South Wales Open ·
 Australian Masters ·
 Australian Open ·
 New South Wales PGA Championship ·
 Australian PGA Championship